# Voronež (fiume)
Il Voronež (in russo Воро́неж?) è un fiume della Russia europea settentrionale (oblast' di Tambov, Lipeck e Voronež), affluente di sinistra del Don.
Il fiume ha origine dalla confluenza dei due rami sorgentizi Pol'noj Voronež (lungo 178 km) e Lesnoj Voronež (164 km) presso il villaggio di Novonikol'skoe (a sud-ovest della città di Mičurinsk); scorre dapprima verso nord-ovest, gira poi a sud-ovest e attraversa prima la città di Lipeck poi quella di Voronež, sfociando quindi nel Don 1 403 km a monte della sua foce. Ha una lunghezza di 342 km; l'area del suo bacino è di 21 600 km². I maggiori affluenti sono: Usman' (lungo 151 km) e Matyra (180 km), ambedue provenienti dalla sinistra idrografica.